# Prithvi Nath Kaula
Prithvi Nath Kaula (Srinagar, 13 de março de 1924 - Lucknow, 30 de agosto de 2009), foi um bibliotecário, especialista em Biblioteconomia e Ciências da Informação, além de renomado autor que trabalhou na Universidade Hindu Banaras em Varanasi, na Índia. Kaula foi autor de sessenta livros e monografias, seis revistas profissionais (fundador-editor), mais de 400 periódicos acadêmicos, mais de 400 revisão por pares, 43 bibliografias e 6000 notas. Kaula foi também o ganhador do prêmio Padma Shri no ano de 2004.

## Início da vida
Prithvi Nath Kaula nasceu em 1926, em Srinagar, de Jammu e da Caxemira, na Índia. Sua família pertencia à classe média baixa. Ele completou sua educação superior na Faculdade de Artes da Universidade Hindu Banaras em Varanasi. Em 1947, ele foi contratado como um Bibliotecário no Birla Education Trust em Pilani. Mais tarde, ele tornou-se o Bibliotecário, na Biblioteca Central, UBS, Chefe do Departamento de biblioteconomia e Ciência da Informação, UBS e o Decano da Faculdade de Artes na Universidade Hindu Banaras.